# Gottfried K. Wehner
Gottfried K. Wehner (* 23. September 1910 in Bärenwalde; † 13. Juli 1996 in Gauting) war ein deutscher Physiker.
Wehner war ein Pastorensohn und studierte technische Physik an der TH München mit dem Abschluss 1936 und wurde dort 1938 bei Winfried Otto Schumann promoviert mit einer Dissertation über Plasmaphysik. Aus der Arbeit an seiner Dissertation entwickelte er anschließend am Flugfunk-Forschungsinstitut Oberpfaffenhofen in Gauting bei seiner Mitarbeit am 6 cm Radar ein Klystron, das auf Plasmaschwingungen aus einem Quecksilberdampfbogen basierte. Nach dem Zweiten Weltkrieg setzte er die Arbeiten in den USA fort. Ab 1955 war er bei der Firma General Mills in Minneapolis und 1968 bis zur Emeritierung 1991 war er Professor an der University of Minnesota. Im Ruhestand zog er nach Gauting.
Aus der Zerstörung von Kathoden-Gittern in Röhren mit Niederdruck-Gasentladung durch Ionen entstanden grundlegende experimentelle Untersuchungen zum Sputtern (Zerstäuben von Festkörpern durch Ionenbeschuss). Dabei konnte er einen älteren wissenschaftlichen Streit zwischen Impulsübertragungstheorie und Verdampfungstheorie zugunsten der Impulsübertragung entscheiden und durch die Beobachtung von Wehner Spots bestätigen (bevorzugte Emission der zerstäubten Atome in dicht gepackte Gitterrichtungen von Einkristallen).
Die Forschung zum Sputtern wurde wichtig in der Halbleiterelektronik, wo es zur Deponierung dünner Schichten dient, aber auch für das Verständnis von Strahlenschäden und die quantitative Analyse von Oberflächen (er gründete dazu selbst eine Firma mit zwei Kollegen, Physical Electronics für Anwendungen in der Augerelektronenspektroskopie).
1971 erhielt er den Medard W. Welch Award und 1981 den Preis For pioneering work in sputtering der Physical Electronics Industries Inc. zusammen mit Wera Jewgenjewna Jurassowa.

## Schriften
- Sputtering of Metal Single Crystals by Ion Bombardement, J. Appl. Phys., Band 26, 1955, S. 1056–1057
- Controlled Sputtering of Metals by Low-Energy Hg Ions, Phys. Rev., Band 102, 1956, S. 690–704
- mit G. S. Anderson: The nature of physical sputtering, in Leon I. Maissel, Reinhard Glang, Handbook of thin film technology, McGraw Hill, 1970, Kapitel 3